# Pierre Janet
Pierre Marie Félix Janet (Párizs, 1859. május 30. – Párizs, 1947. február 24.) meghatározó francia pszichológus, filozófus és pszichoterapeuta volt, különös tekintettel a disszociáció és a traumatikus emlékezet területére.
William James és Wilhelm Wundt mellett a pszichológia egyik alapító atyjaként említik. Kosztolányi Dezső Édes Anna című regényében Anna védőügyvédje Janet kutatásaira hivatkozik a tárgyalás során.

## Életrajz
Janet tanulmányait Jean-Martin Charcot mellett folytatta a Pitié-Salpêtrière Hospital pszichológiai laboratóriumában, Párizsban. Kutatásai eredményeit először filozófiai értekezésében írta le, 1889-ben, majd A hisztérikusak mentális állapotáról (L'état mental des hystériques) című orvosi értekezésében, 1892-ben. 1893-ban szerzett orvosi diplomát.
1898-ban pszichológiai előadónak nevezték ki a Sorbonne-on, és 1902-ben megszerezte a kísérleti és összehasonlító pszichológia tanszék elnöki székét a Francia Főiskolán (Collège de France), amely pozíciót egészen 1936-ig töltötte be. 1913-tól a Francia Társadalomtudományi Akadémia tagja volt, és a francia pszichológia egyik központi figurájaként tartják számon a huszadik század első felében.

## Elméletek
Janet az elsők között volt, akik rávilágítottak egy személy múltbeli életeseményei és jelenlegi traumája közötti kapcsolatra, és megalkotta a disszociáció, valamint a tudattalan fogalmát. A páciens és a hipnotizőr közötti „mágneses szenvedélyről” vagy „harmóniáról” írt tanulmánya előrevetítette a későbbi indulatáttétel-ről szóló tanulmányokat.
A huszadik században Janet kialakította az elme egy nagyszabású modelljét az energiaszintek, a hatékonyság és a szociális kompetencia tekintetében, melyet olyan publikációkban fejtett ki, mint a Rögeszmék és Pszichaszténia (Obsessions and Psychasthenia, 1903) vagy A szorongástól az extázisig (From Anguish to Ecstasy, 1926). Elmélete összehasonlításra került George Herbert Mead szociális viselkedés elméletével, ami magyarázatot ad Lacan korai dicséretére, miszerint „Janet csodálatra méltóan bizonyította az üldöztetéses érzelmek jelentőségét, mint a szociális viselkedést leíró pillanatokat.”

### Fejlődési hierarchia
Janet megalapozott egy elme-fejlődési modellt, amely kilenc egyre bonyolultabb szervezeti szint hierarchikus tendenciáját foglalja magában.
Részletezett négy alacsonyabb szintet, melyek a reflexektől az elemi intellektusig tartanak, két középső fejlődési szintet, melyek magukban foglalják a nyelvet és egy szociális világképet, és három magasabb szintet: a munka racionális-ergodikus világát, valamint a kísérleti és a progresszív tendenciát.
A neurózisra akként tekinthetünk, mint a korábbi tendenciákhoz való regresszióra, vagy azok integrálásának képtelenségére, míg a tudattalant Janet úgy definiálta, hogy „egy olyan cselekmény, amely megőrizte alsóbbrendűségét a magasabb szintű cselekmények között”.

## Hatása a mélylélektanra

### Freud
A Janet és Freud által prioritást élvező kérdések közötti ellentmondások az 1913-ban megrendezett londoni Orvostudományi Konferencián jelentkeztek. Ezen időpontot megelőzően Freud nyíltan vállalta, hogy elismeri Janet-et, különösen Josef Breuer-rel való munkájában, például „a hisztériás jelenségek első megjelenésének elmélete P. Janet elméletéből kiindulva, Breuer és magam által kidolgozva” témájú írásában, mely kimondja továbbá, hogy „az ő példáját követtük, amikor központi álláspontunknak az elme felosztását és a személyiség disszociációját választottuk” – habár gondosan hangsúlyozza, hogy hol vannak „a különbségek a mi szemléletünk és Janet elmélete között”.
Freud a neurotikus valóságtól való visszavonulásáról szóló 1911-ben megjelent írásában ismét azt állítja, hogy: „nem kerülhetjük el Pierre Janet ezen menekülésről való megfigyeléseinek tényét; ő a „valóság funkciójának” elvesztéséről beszélt”. Az 1930-as évek végéig többször elővette Janet „lelki szegénység” kifejezését a civilizációról szóló művében is.
A pszichoanalízisről szóló 1913-as előadásában Janet úgy érvelt, hogy a pszichoanalízis számos „új” eleme csak régi elképzelések átnevezésének tekinthető, sőt, a saját „pszichológiai elemzési” módja megelőzte Freud „pszichoanalízisét”. Ez dühös támadásokat váltott ki Freud követőiből, és ezután Freud személyes hozzáállása rideggé vált Janet-tel szemben. 1915-16-os előadásaiban Freud így nyilatkozott: „hosszú ideig kész voltam igen nagy hitelt adni Janet-nek a neurotikus tünetek megvilágításában, mert úgy tekintett rájuk, mint a betegeket uraló tudattalan gondolatok megnyilvánulásaira”, de miután 1913-ban személyes sértésnek vette Janet megnyilvánulását, úgy vélekedett, hogy „úgy gondolom, hogy szükségtelenül elvesztette a belé vetett bizodalmat”.
A plágium vádja különösen megsértette Freud-ot. 1925-ben írt önéletrajzi vázlatában határozottan tagadta, hogy plagizálta volna Janet-et, és 1937 végén visszautasította a vele való találkozást azon az alapon, hogy „amikor a rágalmazások elterjedtek a francia írók által, hogy én az előadásait hallgattam és elloptam az elméleteit, ő egyetlen szóval véget vethetett volna az effajta szóbeszédnek”, de nem tette.
Kiegyensúlyozott ítélet az lehet, hogy Janet elméletei, melyeket közzétett, tényleges kiindulópontjai voltak Freudnak (vagy elmélete egy részének), de ezt követően Freud ezeket a maga sajátos módján érdemben továbbfejlesztette.

### Jung
Carl Jung Janet-tel készített tanulmányt Párizsban, 1902-ben, és nagy hatással volt rá, például azonosította az általa komplex tudattalannak nevezett fogalmat Janet „tudattalan megszállottság” fogalmával.
Jung nézete, miszerint úgy tekintett az elmére, mint „egy határozatlan számú és ismeretlen személyiség töredékből vagy komplexumból álló tartományra”, arra épül, amit Janet Pszichológiai Automatizmus című művében „egyidejű pszichológiai létezéseknek” nevezett.
Jung elismerően nyilatkozott „Janet mélyebb és pontosabb hisztérikus tünetekről való ismeretéről”, és arról beszélt, hogy „Janet, Flournoy, Freud és mások eredményei” meghatározóak voltak a tudattalan feltárásában.

### Adler
Alfred Adler nyíltan származtatta kisebbségi komplexus elméletét Janet Hiányosságérzet (Sentiment d'incomplétude) című művéből, és ők ketten hivatkoztak is egymás munkájára vizsgálataik eredményeiről szóló írásaikban.

## Publikációk
1923-ban írt egy meghatározó értekezést Lélektani Orvostudomány (La médecine psychologique) címmel, saját javaslataival és 1928 és 1932 között számos meghatározó írást publikált a memória tekintetében.
Bár nem sokat tett közzé angol nyelven, az a 15 előadás, amelyet a Harvard Orvosi Iskolájában (Harvard Medical School) tartott 1906 október 15 és november vége között, 1907-ben kiadásra került A hisztéria főbb tünetei (The Major Symptoms of Hysteria) címen és Janet 1936-ban megkapta a Harvard díszdoktori címét is.
Az emberi pszichológiáról alkotott összefoglaló képéről Henri Ellenberger úgy nyilatkozott, hogy „ez körülbelül 20 könyvet és több tucat cikket igényelt”.

## Fordítás
- Ez a szócikk részben vagy egészben a Pierre Janet című angol Wikipédia-szócikk fordításán alapul.  Az eredeti cikk szerkesztőit annak laptörténete sorolja fel. Ez a jelzés csupán a megfogalmazás eredetét és a szerzői jogokat jelzi, nem szolgál a cikkben szereplő információk forrásmegjelöléseként.